# 伊莎貝拉鎮
19°49′12″N 71°3′0″W / 19.82000°N 71.05000°W
伊莎貝拉鎮（西班牙語：Villa Isabela），是多明尼加共和國的城鎮，位於該國北部，由銀港省負責管轄，面積212.6平方公里，2012年人口14,889，該城鎮人口密度每平方公里70人。